# Last in, first out
El término LIFO es el acrónimo inglés de Last In, First Out (“último en entrar, primero en salir” o UEPS), también conocido como FILO que es la sigla de First In, Last Out (“primero en entrar, último en salir”). Puede tener distintos significados según el contexto.

## Informática
En informática, el término LIFO se utiliza en estructuras de datos y teoría de colas. Guarda analogía con una pila de platos, en la que los platos van poniéndose uno sobre el otro, y si se quiere sacar uno, se saca primero el último que se ha puesto.
LIFO es el algoritmo utilizado para implementar pilas.

## Contabilidad
En contabilidad, LIFO es un método para registrar el valor de un inventario. Su uso es apropiado cuando se cuenta con varios lotes de un mismo producto. Este método presume que, a los efectos del cálculo del costo, el artículo que se va a sacar del almacén es el más nuevo de su clase. Dado que los precios generalmente se elevan con el pasar del tiempo, este método registra la venta del artículo más caro y puede utilizarse para pagar menos impuestos. El Plan General de Contabilidad (España) (PGC) 2008 no lo admite.

## Transporte marítimo
En transporte marítimo, Liner In Free Out (LIFO) es un «término de línea» o condición que la naviera incluye en un contrato de transporte y que especifica quién afronta los costos de puesta a bordo en el puerto de origen y descarga en el puerto de destino en los cálculos del flete.
Liner In determina que es el armador transportista quien costea la operación de carga.
Free Out, los costos de la descarga corren por cuenta de la mercadería, es decir el recibidor o consignatario.